# Baie de Matchevna
La baie de Matchevna (en russe : бухта Мачевна) est une baie de la mer de Béring située en Koriakie, dans le kraï du Kamtchatka (fédération de Russie), environ 350 km au nord de Tilitchiki (en).
La rivière Alovnavaïam (ru) se jette dans la baie.